# Josef Wiese (Unternehmer)
Josef Anton Wiese (* 21. Mai 1932 in Mettingen; † 16. September 2009 ebenda) war ein deutscher Bäcker und Konditor sowie Unternehmer und Erfinder. Zusammen mit seinem Vetter Aloys Coppenrath war er 1975 Gründer der Conditorei Coppenrath & Wiese, dem größten Hersteller von Tiefkühl-Backwaren in Europa.

## Leben

### Anfänge als Bäcker und Konditor

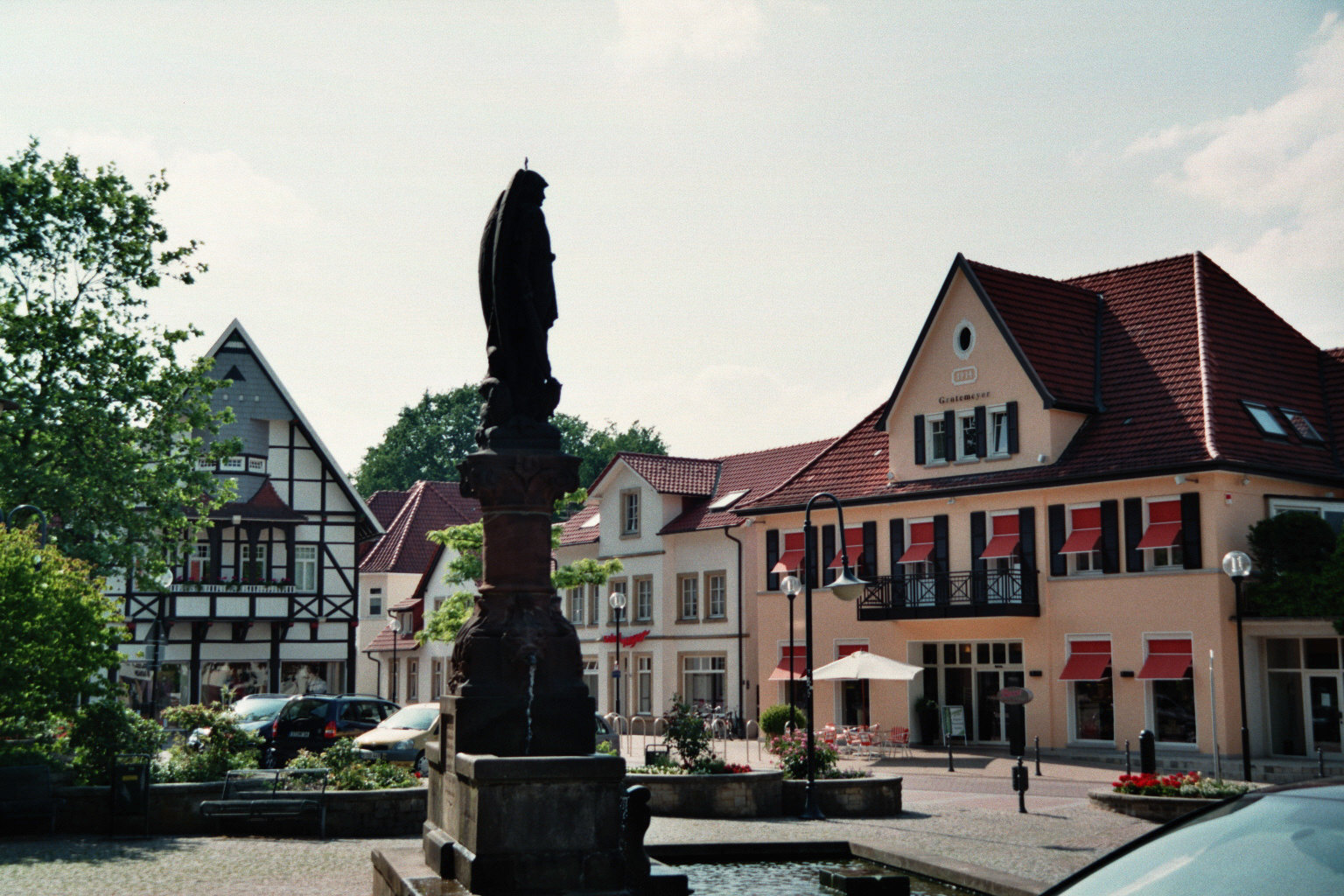
Mettinger Marktplatz mit dem Haus Grotemeyer (r.), dem Elternhaus von Josef Wiese, im Jahr 2008

Der gebürtige Mettinger Josef Wiese wuchs zusammen mit vier jüngeren Schwestern im Elternhaus an der Marktstraße in der Gaststätte und Konditorei Grotemeyer auf. Er besuchte zunächst die Ludgeri-Schule und dann die Rektoratsschule. Nach dem frühen Tod seines Vaters – er starb, als Josef Wiese acht Jahre alt war – musste er seinen Berufswunsch Konstrukteur aufgeben und sah sich gezwungen, die elterliche Bäckerei zu übernehmen. So absolvierte er von 1947 bis 1950 eine Bäckerlehre in Rheine und machte anschließend von 1950 bis 1952 eine Ausbildung zum Konditor in Oelde. Im Alter von 20 Jahren übernahm Wiese 1952 den elterlichen Betrieb und bereitete sich in Abendkursen auf seine Meisterprüfung vor, die er 1955 ablegte. Mit 26 Jahren übertrug ihm seine Mutter zudem die Führung des Lebensmittelgeschäfts und der Wirtschaft Grotemeyer.
1961 heiratete er seine Frau Aloysia geborene Voss. Aus der Ehe gingen vier Kinder – zwei Söhne und zwei Töchter – hervor.
In den 1960er Jahren suchte der Konditormeister den Betrieb zu vergrößern, vor allem durch die Produktion von Frischkuchen. 1968 wurde die Bäckerei schließlich aus dem Ortskern zum Wittenbrink ausgesiedelt, wo Wiese mit der Firma Marina-Kuchen eine Firma zur reinen Kuchen-Herstellung aufbaute. Bereits 1972 verkaufte er den Betrieb an eine Londoner Firma, blieb jedoch zunächst noch bis 1974 als Geschäftsführer dort.

### Mit Coppenrath & Wiese Aufstieg zum Großbetrieb

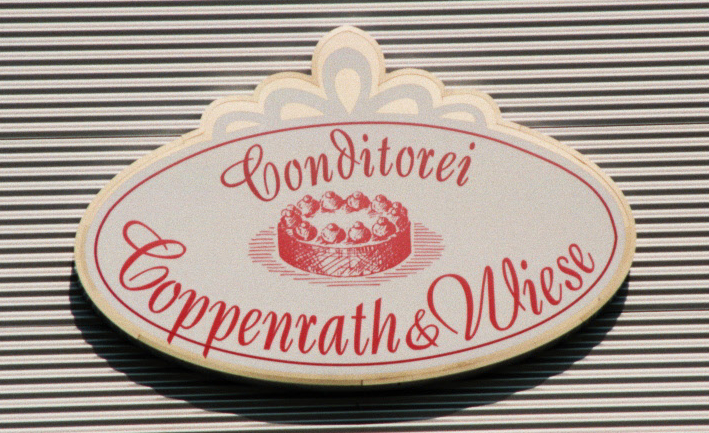
Firmenlogo von Coppenrath & Wiese

1974 entwickelte Josef Wiese zusammen mit seinem Vetter Aloys Coppenrath die Idee, gefrorene Sahnetorten auf den Markt zu bringen und damit eine Marktnische zu besetzen. Das war die Geburtsstunde der Conditorei Coppenrath & Wiese, die sie am 1. Januar 1975 gründeten. Zu diesem Zweck pachteten die Vettern die ehemalige Molkerei in Westerkappeln. Während Coppenrath die kaufmännische Führung übernahm, brachte sich Wiese als Bäcker, Konditor und Tüftler in das Unternehmen ein. Er kümmerte sich vor allem um die Entwicklung der Fertigungsmaschinen. Damit erfüllte er sich schließlich doch noch seinen Traum, als Konstrukteur tätig sein zu können. Seine Frau charakterisierte ihn einmal mit folgenden Worten:

„Mein Mann ist jemand, der unendlich gerne baut und der einzige, den ich kenne, der mit seinem Hobby Geld verdient.“

Als seine wichtigste Erfindung gilt das Verfahren zum kontinuierlichen Aufschlagen von Sahne im Jahr 1975, mit der die Herstellung von Torten in großer Menge möglich wurde. Er löste damit das Problem, das einer Produktion von Tiefkühltorten bis dahin im Wege gestanden hatte: Sahne flockt beim Gefrieren und ist damit für Tiefkühlkost eigentlich unbrauchbar.
Nach dem Erfolg des ersten Coppenrath & Wiese-Produktes, der „Wiener Platte“, hatte Wiese auch mit seiner Entwicklung der Aufbackbrötchen maßgeblichen Anteil am Erfolg des Unternehmens, dessen Entwicklung er zwei Jahrzehnte maßgeblich beeinflusste. Zum Betrieb in Westerkappeln kamen unter anderem in den 1980er Jahren ein Tiefkühlhochregal-Lager in Osnabrück und 1992 eine Conditorei in Mettingen, die er mit geplant hatte, hinzu. Nach deren Erweiterung 2003 löste sie den Standort Westerkappeln ab. Auch daran hatte Wiese entscheidenden Anteil.
Durch diese Erweiterungen entwickelte sich das Unternehmen zu einer der modernsten Conditoreien Europas und zu einem der international bedeutendsten Hersteller von Tiefkühl-Backwaren.
Zum 1. Januar 2005 schied die Familie Josef Wiese aus dem Gesellschafterkreis aus und verkaufte ihre Anteile an die Familie Aloys Coppenrath. Zugleich zogen sich Aloys Coppenrath und Josef Wiese, beide nunmehr über 70 Jahre alt, aus der operativen Geschäftsführung zurück.

### Einsatz für seinen Heimatort und Ehrenbürger
Neben seinem wirtschaftlichen Engagement hat sich Josef Wiese auch sonst stets für seinen Heimatort Mettingen eingesetzt. Er war langjähriger stellvertretender Vorsitzender des Turnvereins Mettingen (TVM), der ihn zu seinem Ehrenmitglied ernannte, und Mitglied des VfL Eintracht Mettingen, den er ebenfalls sehr förderte. Weiter war er Mitglied der CDU, der Bürgerschützengesellschaft von 1711, der Kolpingsfamilie und des Kirchenvorstands der Pfarrgemeinde St. Agatha. Zudem gehörte er dem Kuratorium des damaligen St.-Elisabeth-Hospitals und dem Kuratorium der im Frühjahr 2008 gegründeten „Kardinal-von-Galen-Schulstiftung“ an. Auch sprang er finanziell für die Gemeinde in die Bresche: Als die Josefstraße, die im Mettinger Ortskern direkt vor seiner Haustür verlief, ausgebaut wurde, übernahm Wiese die Vorfinanzierung.
Für seine Verdienste um die Gemeinde Mettingen ernannte ihn diese nach Clemens Brenninkmeyer (1932), Franz Brenninkmeyer (1969) und Theodor Kersting (1973) im Jahr 2005 zu ihrem vierten Ehrenbürger. Nach der Überreichung des Ehrenbürgerbriefs trug sich Wiese zudem ins goldene Buch der Gemeinde ein.
Josef Wiese starb unerwartet am 16. September 2009 im Alter von 77 Jahren in seinem Haus in Mettingen.